# Crtanje krovišta
Crtanje krovišta (francuski: Art du trait, tj. „umjetnost iscrtavanja”) je tradicionalno umijeće geometrijskog crtanja kompliciranih drvenih okvira i krovnih konstrukcija koje potječe iz Francuske. Eugène Viollet-le-Duc u članku „Crta (umjetnost)”, njegova djela „Rječnik francuske arhitekture od 11. do 16. st.” (Dictionnaire raisonné de l’architecture française du XIe au XVIe siècle), navodi kako su ovo umijeće najvjerojatnije razvili majstori-graditelji i putujući tesari koncem 12. st. gradeći velike francuske katedrale, zajedno s razvojem stereotomije (opisne geometrije) koju su razvili graditelji u kamenu. 
Ova tradicija je u suprotnosti sa suvremenim težnjama standardizacije gradnje i njome se učvršćuje uloga graditelja u konstrukcijskom procesu, koja je nekada bila presudna, i time ih se potiče da sami kreiraju gradnju. Zbog toga je francuska tradicija crtanja krovišta upisana na UNESCO-ov popis nematerijalne svjetske baštine u Europi 2009. god.

## Odlike
Crtanje krovišta je kombinacija grafičkih procesa koji se koriste u Francuskoj najkasnije od 13. stoljeća (gotička arhitektura), a kojom su se graditelji mogli precizno izraziti dizajnirajući mase građevina, te spojevima i samim odlikama drvene građe. Crtanje se učilo kao zaseban predmet, jasno odvojen od teorijske i praktične arhitekture. Tijekom naobrazbe tesar je morao poznavati sve vrste dijelova prije same izgradnje, bez obzira na njihovu složenost, kako bi se osiguralo da će se moći savršeno uklopiti prilikom izgradnje drvenog okvira.
Tesari su pripadali posebnom cehu koji je prepoznavao simboličnu, ali i inicijacijsku važnost crtanja koje je održavano tajnom, poznatom samo pripadnicima istog ceha. Ova umjetnost je odigrala presudnu ulogu u vrijednosnom sustavu ovih udruženja širom Francuske. Danas se crtanje krovišta predaje u nekoliko desetaka obrazovnih središta, cehova i tesarskih tvrtki u Francuskoj.

### Primjeri
- Nacrt krova dvorca u Sullyju po Eugène Viollet-le-Ducu (1856.)
- Nacrt krova crkve Notre Dame u Parizu po Eugène Viollet-le-Ducu
- Krov starog silosa Aire-sur-Adour
- Krovište kapele dvorca Lunéville
- Toranj Navarre, Langres
- Trijem crkve Sv. Martina u Courtisolsu

## Vanjske poveznice
- Video primjer na youtube-u (fr.)